# ФНВ-01

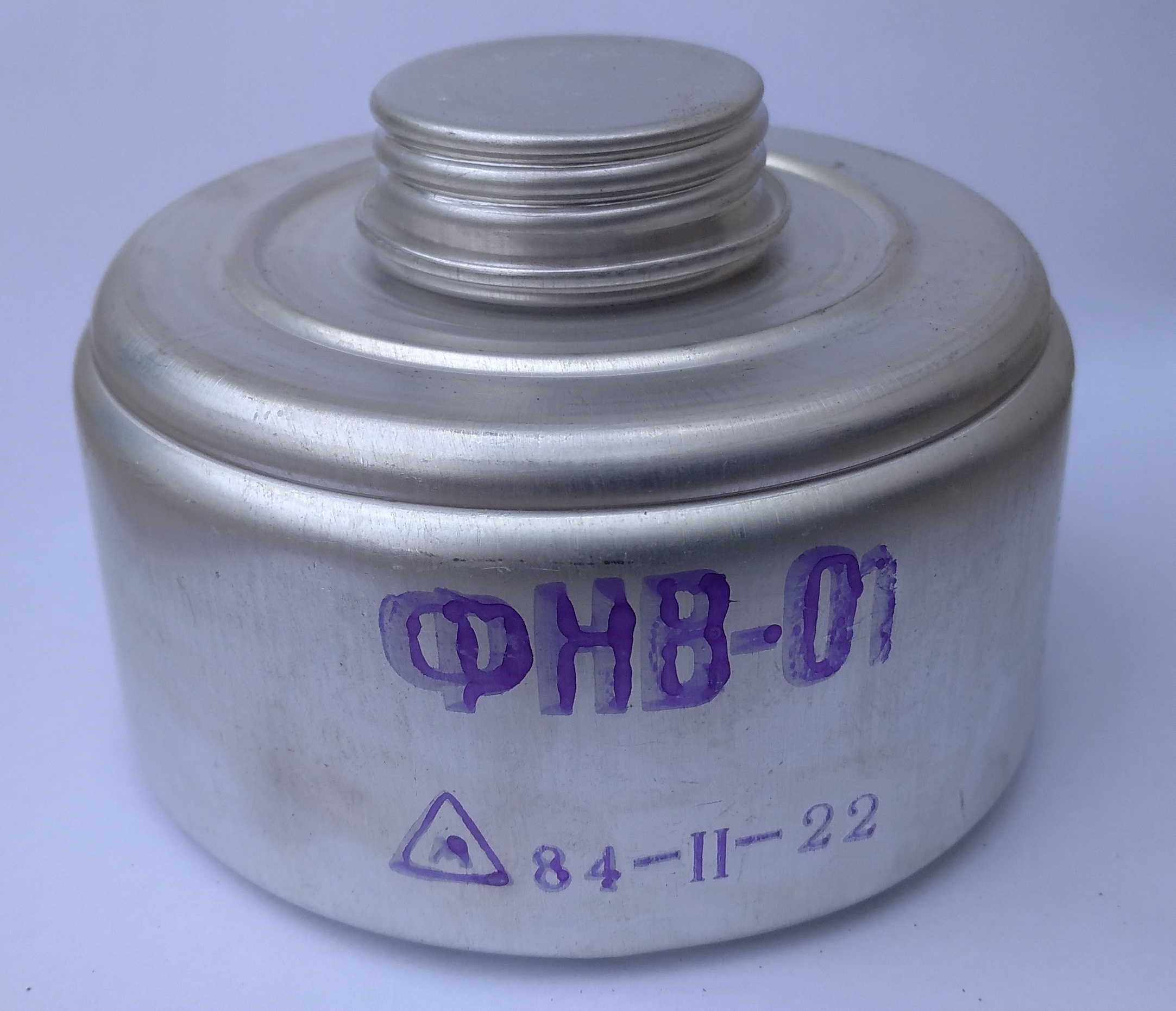

Фильтр-поглоти́тель наркотизи́рующих веще́ств ФНВ-01 (ФНВ) — это устройство, которое используется для защиты людей от вдыхания опасных наркотических веществ. ФНВ-01 был разработан для уменьшения уровня отработанных анестезиологических газов в воздухе операционной в 1979 г. во ВНИИ медицинского приборостроения.
Принцип действия ФНВ-01 заключается в поглощении наркотических веществ из воздуха, проходящего через фильтр. Устройство оснащено специальным картриджем, который содержит химические соединения, способные связывать и удерживать наркотические вещества. Когда воздух проходит через картридж, наркотики задерживаются в нем, а чистый воздух выходит наружу.
ФНВ-01 имеет несколько преимуществ перед другими средствами защиты от наркотических веществ. Во-первых, он не требует электрического или механического питания, что делает его идеальным для использования в условиях отсутствия электричества или при аварийных ситуациях. Во-вторых, он легок в использовании и не требует специальной подготовки, что позволяет быстро реагировать на возможную угрозу.

### Устройство и применение
Основой ФНВ-01 является специальный картридж, который содержит химические соединения, способные связывать и удерживать наркотические вещества. Картридж имеет сложную многослойную структуру, включающую в себя следующие элементы:
1.Активированный уголь — это материал, который используется для поглощения различных типов вредных газов и паров, в том числе наркотических веществ. Активированный уголь имеет большую поверхность, что позволяет ему удерживать большое количество вредных веществ.
2.Сорбент — это материал, который также используется для поглощения различных типов вредных газов и паров. Сорбент имеет более узкую спецификацию, чем активированный уголь, и может быть выбран специально для удержания определенных веществ.
3.Катализатор — это материал, который используется для ускорения химических реакций. В картридже ФНВ-01 в качестве катализатора до 1985 года использовался палладий 1,5 грамма. После 1985 года использовался состав на основе более дешевых химических соединений
Фильтр может быть присоединён  к патрубку сброса аппарата ингаляционного наркоза или к патрубку выхода таких аппаратов искусственной вентиляции лёгких как ИВЛ РО-5 и РО-6. Его подключение почти не меняет сопротивления в дыхательном контуре.

### Недостатки
Недостатками ФНВ-1 являются относительно малое время эффективной работы (хотя декларируется общее время работы до 5 часов, полное поглощение фторотана обеспечивается в течение 2,5—3 ч, после чего адсорбирующая способность уменьшается) и невозможность адсорбировать закись азота, в период которая являлась  наиболее распространённым загрязнителем воздуха в операционных в период активного использования фильтра.
По состоянию на 2011 год применение фильтра ФНВ-1 считалось неэффективным.